# ラズベリー
ラズベリー（英語: raspberry）は、バラ科キイチゴ属 (Rubus) に属するいくつかの種の低木、およびその果実。分類学的には亜属 Idaeobatus のブラックベリーと並ぶ栽培品種群に相当する。フランボワーズ（フランス語: framboise）とも呼ぶ。
単独でラズベリーを意味した古い方言 rasp に berry（ベリー）を加えた語である。
ラズベリーと呼ばれる一群のキイチゴは、多くは栽培種でヨーロッパキイチゴあるいは、アメリカ種からの作出品種である。多くの種類があり、実の色によってレッドラズベリー、イエローラズベリー、ブラックラズベリーなどさまざまで、実のつきが多く、味も良い。

## 歴史
キイチゴ属の植物は果実に甘みと酸味があり、世界各地で人間の食用にされてきたが、特にヨーロッパ人の嗜好に合い、ヨーロッパ原産、及び彼らが進出した先、特に北米大陸原産の野生種がヨーロッパ系を中心とする人々によって、盛んに交配、品種改良を施されて果樹としての栽培品種群を生み出してきた。
ラズベリーは、16 - 17世紀ごろイギリスで栽培化された。最初の栽培の記録は1548年である。18世紀後半にはいくつかの品種が北米に導入されたが、風土の違いから大規模には栽培されなかった。19世紀に北米の種が栽培化され、ヨーロッパに移入されたり交配されたりした。

## 種類

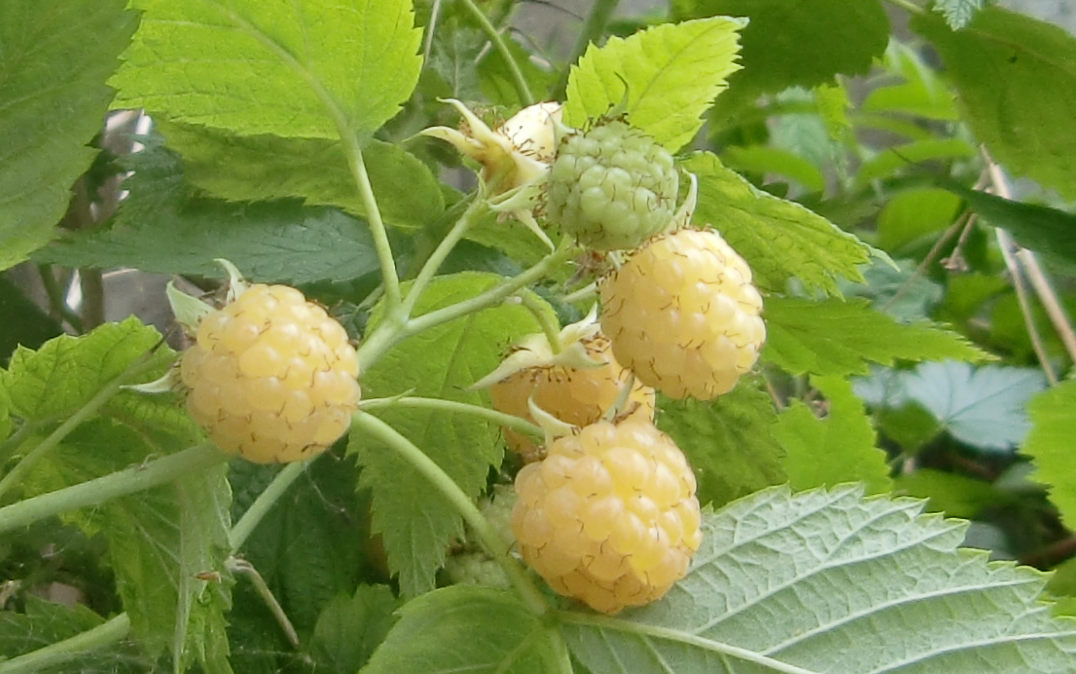
イエローラズベリーまたは、ゴールデンラズベリーと呼ばれている種。

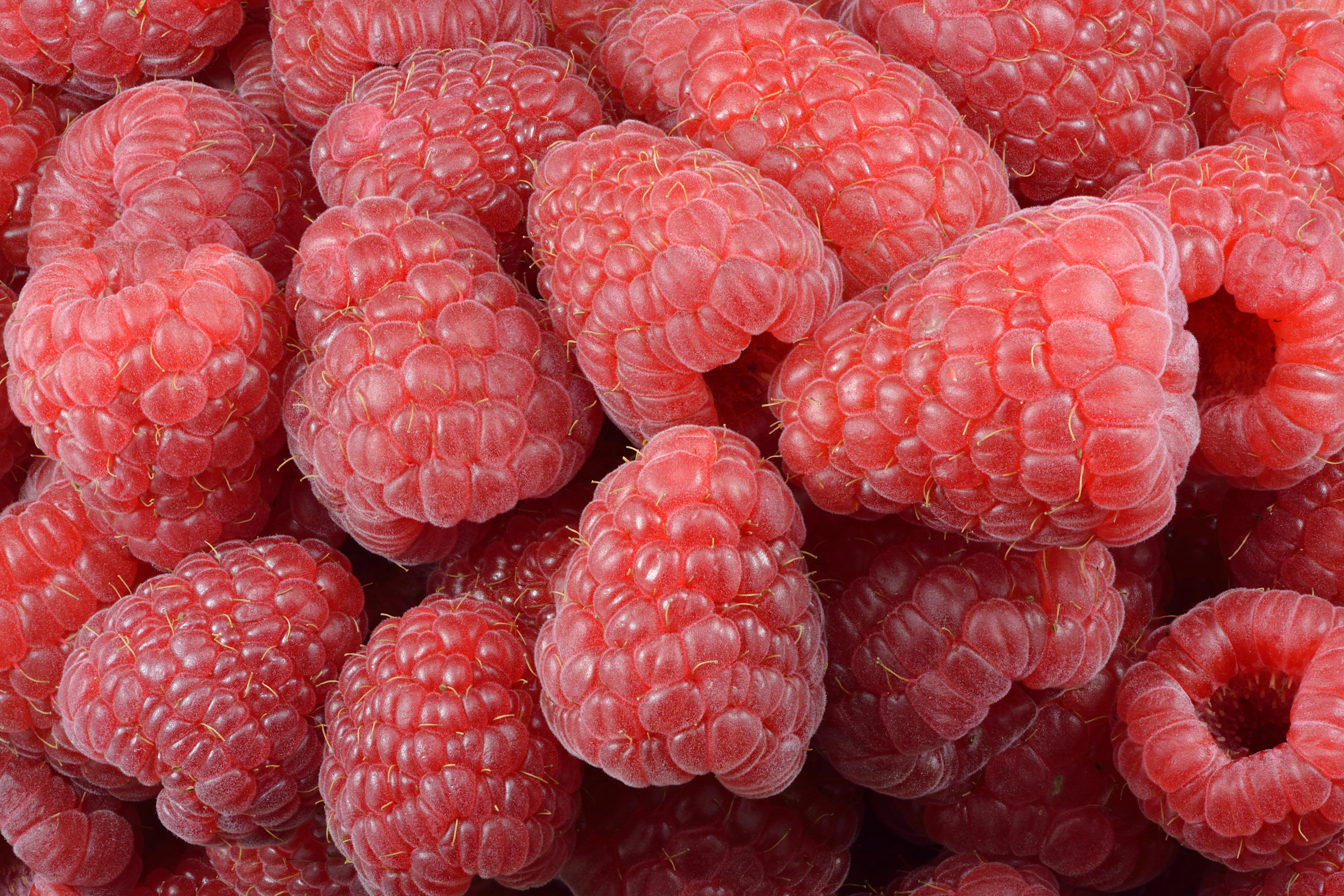

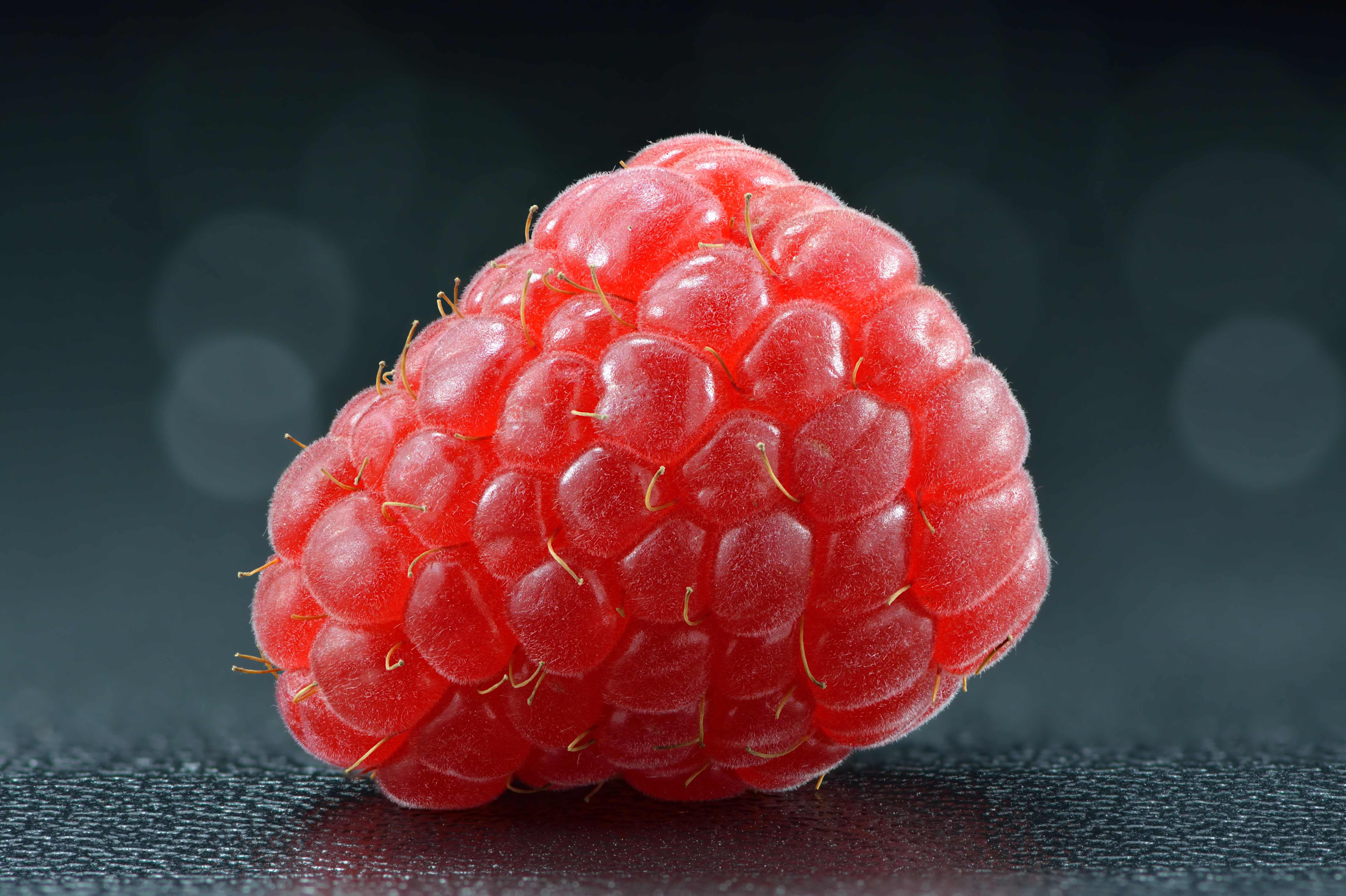

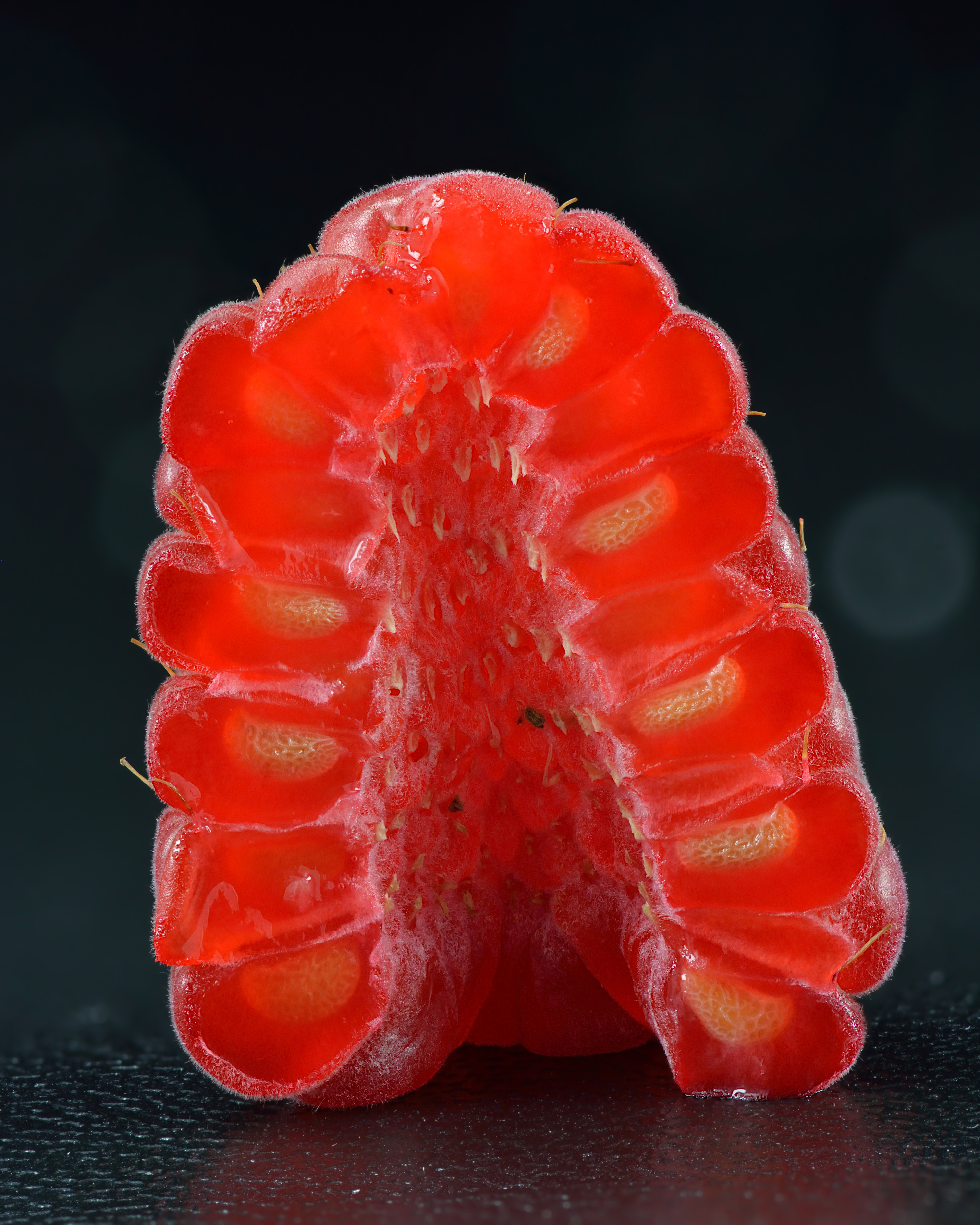

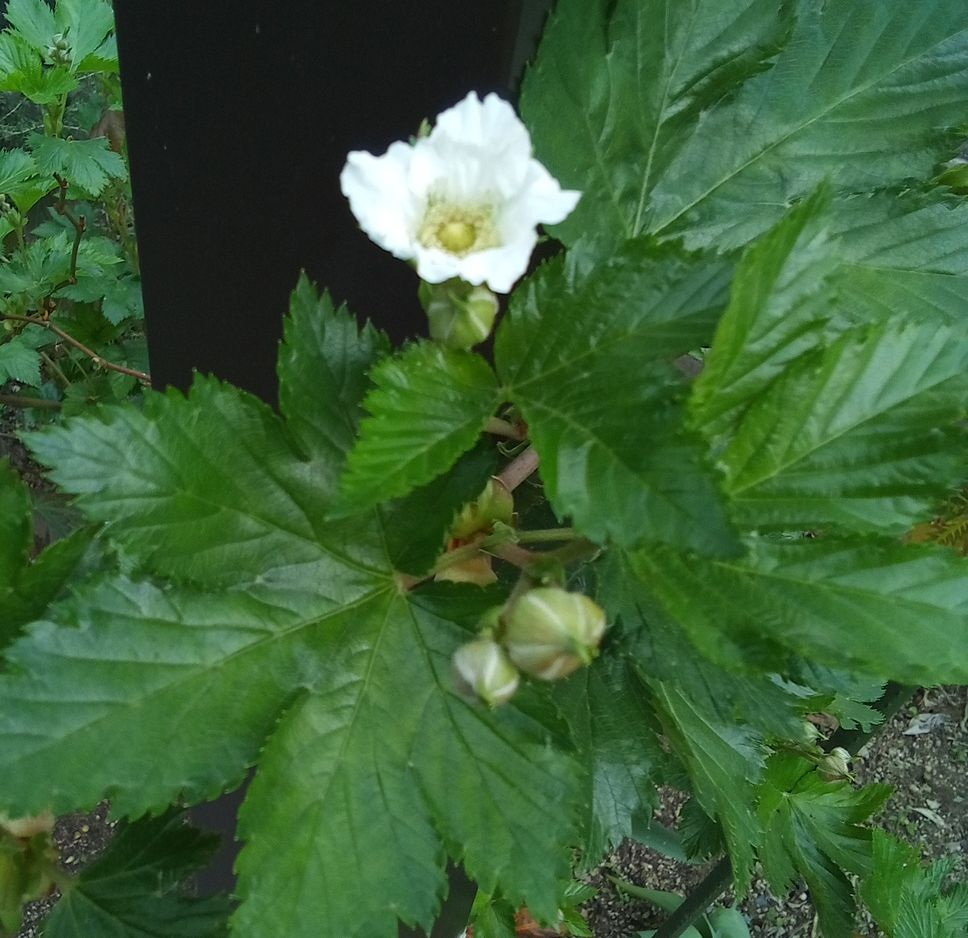
ラズベリーの花

ラズベリーやフランボワーズとは、本来はヨーロッパに自生するラズベリーをさしていたのであろうが、果樹としては特にヨーロッパキイチゴ（Rubus idaeus subsp. idaeus）を原種や交配親とする栽培品種を指すことが多く、また広義には果床が木質化し、熟すと果床上に形成される集合果と果床が分離するキイチゴ属および栽培品種群全体をラズベリーやフランボワーズの名で呼ぶ。
この観点に立てば、日本に自生するキイチゴ属の植物は全てがラズベリーに分類されることになる。現に、日本にもヨーロッパキイチゴの亜種であるエゾイチゴ（R. idaeus subsp. melanolasius）やミヤマウラジロイチゴ（R. idaeus subsp. nipponicus）、エゾイチゴの変種のカナヤマイチゴ（R. idaeus subsp. melanolasius f. concolor）、ミヤマウラジロイチゴの変種のシナノキイチゴ（R. idaeus subsp. nipponicus f. marmoratus）、イシヅチイチゴ（R. idaeus subsp. nipponicus var. shikokianus）が分布する。

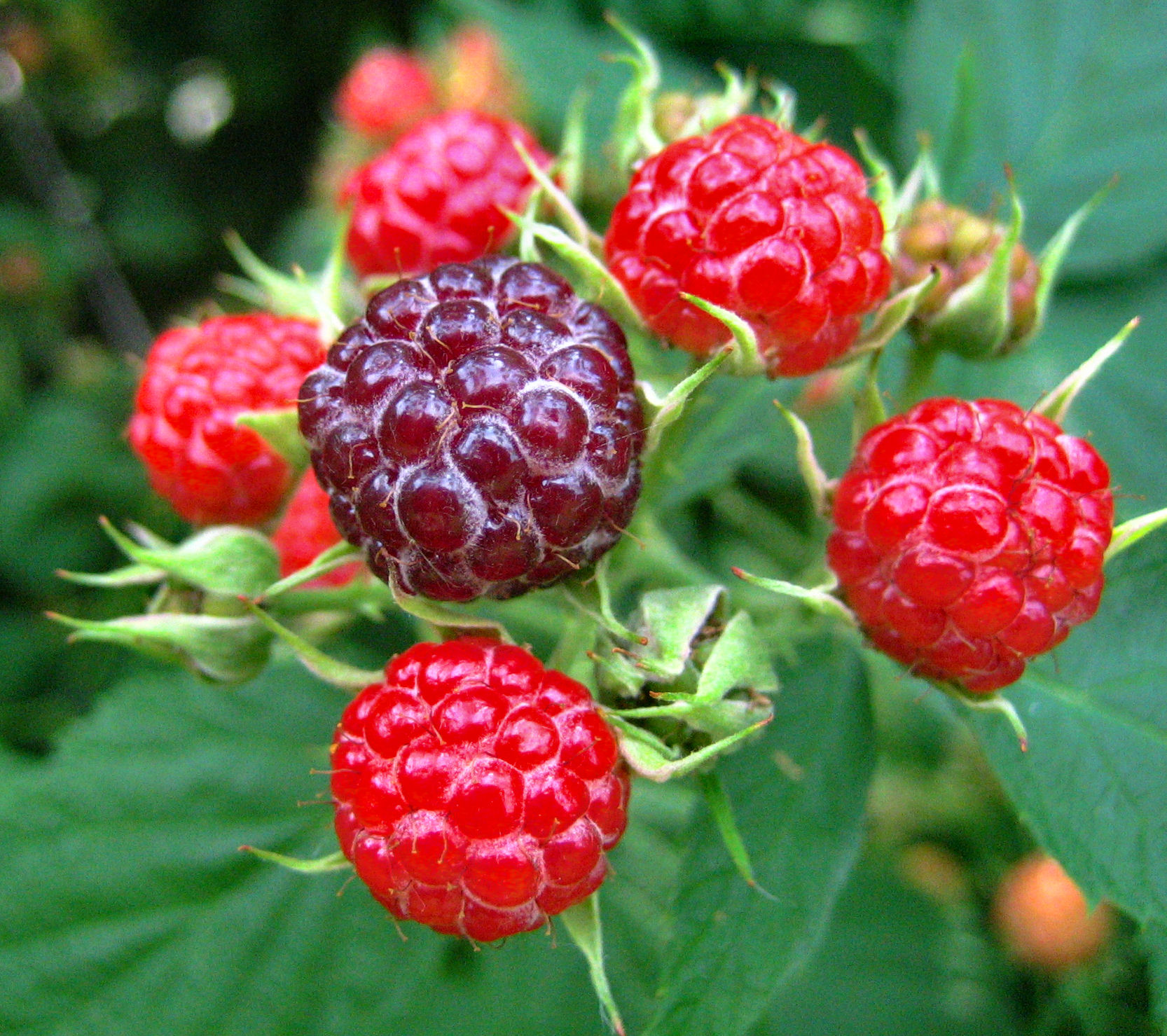
クロミキイチゴ Rubus occidentalis

果樹としてはヨーロッパキイチゴを原種とするもの以外に、北米大陸原産のアメリカイチゴ（アメリカンレッドラズベリー; R. strigosus）やクロミキイチゴ（ブラックラズベリー; R. occidentalis）を原種とするものが重要である。これらの選抜や交配で生み出された品種群は、果実の色で赤ラズベリー、黒ラズベリー、紫ラズベリーに大別されるが、黒ラズベリーをキイチゴ属のもうひとつの重要な群であるブラックベリーと混同しないように、注意が必要である。

### 主な種

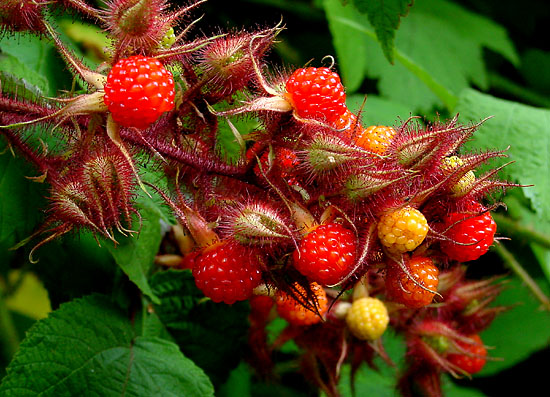
エビガライチゴ Rubus phoenicolasius

Idaeobatus 亜属の主な種をあげる。ただしこのほかにも、名前にラズベリーを含む種は多い。栽培化されているのはこれらのうちごく一部である。
- Rubus arcticus - チシマイチゴ (Arctic Raspberry, Arctic Bramble)

- Rubus chingii - ゴショイチゴ
- Rubus cockburnianus
- Rubus corchorifolius - ビロードイチゴ
- Rubus coreanus - トックリイチゴ
- Rubus crataegifolius - クマイチゴ (Korean Raspberry)
- Rubus croceacanthus - オオバライチゴ
- Rubus grayanus - リュウキュウイチゴ
- Rubus hawaiensis - ʻākala （ハワイ語）
- Rubus hirsutus - クサイチゴ
- Rubus idaeus - ヨーロッパキイチゴ、フランボワーズ (European Raspberry, Framboise)
- Rubus illecebrosus - バライチゴ
- Rubus leucodermis - Blackcap Raspberry, Black Raspberry, Whitebark Raspberry
- Rubus macraei
- Rubus mesogaeus - クロイチゴ
- Rubus microphyllus - ニガイチゴ
- Rubus minusculus - ヒメバライチゴ
- Rubus niveus - Mysore Raspberry, Ceylon Raspberry, Hill Raspberry
- Rubus occidentalis - ブラックラズベリー、クロミキイチゴ (Black Raspberry)
- Rubus palmatus - モミジイチゴ（var.coptophyllus変種）、ナガバモミジイチゴ（var.palmatus本種)

ナガバモミジイチゴは西日本に分布する本種。モミジイチゴは東日本に分布する地理変異種。
- Rubus parvifolius - ナワシロイチゴ
- Rubus peltatus - ハスノハイチゴ
- Rubus phoenicolasius - エビガライチゴ (Japanese Wineberry, Wineberry)
- Rubus pungens - サナギイチゴ
- Rubus rosifolius - トキンイバラ (West Indian Raspberry)
- Rubus spectabilis - サーモンベリー (Salmonberry)
- Rubus strigosus - アメリカイチゴ (American Red Raspberry, American Raspberry)
- Rubus sumatranus - コジキイチゴ(フクロイチゴ)
- Rubus trifidus - カジイチゴ
- Rubus vernus - ベニバナイチゴ

## 栽培
| 生産量 (トン) 2003-2004 FAOSTAT (FAO) |         |       |         |       |
| ロシア                                | 95 000  | 26 %  | 110 000 | 28 %  |
| セルビア                              | 79 471  | 21 %  | 79 180  | 20 %  |
| アメリカ                              | 48 535  | 13 %  | 50 000  | 13 %  |
| ポーランド                            | 42 941  | 12 %  | 42 000  | 11 %  |
| ドイツ                                | 20 600  | 6 %   | 20 500  | 5 %   |
| ウクライナ                            | 19 700  | 5 %   | 20 000  | 5 %   |
| カナダ                                | 14 236  | 4 %   | 13 700  | 4 %   |
| ハンガリー                            | 9 000   | 2 %   | 10 000  | 3 %   |
| イギリス                              | 8 000   | 2 %   | 8 000   | 2 %   |
| フランス                              | 6 830   | 2 %   | 7 500   | 2 %   |
| その他                                | 27 603  | 7 %   | 27 890  | 7 %   |
| 合計                                  | 371 916 | 100 % | 389 061 | 100 % |

栽培においては最も簡単な部類に入る果樹である。樹高は低く、土質を選ばないため、家庭でも手軽に栽培できる。
日当たり、風通しの良い場所を好む。剪定は、一季なり性は冬・夏の年2回、二季なり性は冬季に行う。7月頃の収穫が終わった枝は冬になると枯死するので、早めに基部から切除する。冬季剪定は、12月から2月に前年枝（2年枝）を根元から70〜80cmのところで切る。この残した枝の側芽が伸びて、翌年果実が実る。
風通しが悪いと灰色カビ病が発生するため、風通しの良いところで管理する。また、ハダニやアブラムシの被害にあうことがあるほか、コガネムシの食害や、地下茎による過度の繁殖に気をつける必要がある。
農薬を一切使わずに栽培できるが日本では収穫時期が梅雨と重なるため雨による灰色かび病など病気の発生が起こる。罹病した果実の除去や通気性の確保などが対策として挙げられるが、営利栽培において商品価値を向上させるためにはビニールハウスなどの利用が好ましい。
国内における営利栽培はラズベリーやブラックベリーなどがほとんどである。黒ラズベリーの栽培も見られるが、紫ラズベリーは皆無である、尚苗木の流通も同じである。

## 食用

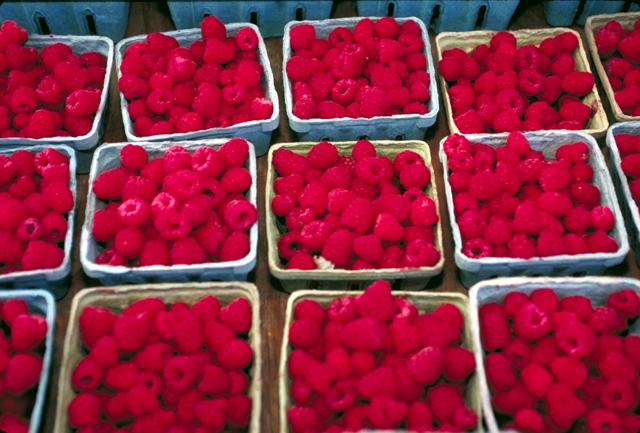
出荷されるラズベリー

品種により鮮やかな赤色や紫、黒紫色で直径1 - 2センチメートル程度の果実をつけ、優れた風味・甘味・酸味がありジャムや洋菓子、ハーブティー、リキュールなどによく用いられる。ただし果実は日持ちが悪く、冷蔵しても一日と保たないため、まとまった保存は冷凍する必要がある。
果実は小さな球形の実の集合体で、一つ一つに種子が入っている。種はゴマ程度の大きさで、種ごと食べられるが、種は固くてやや口当たりが悪い。この集合果は木質の果床からまとまった状態で外れるため、球状の集合果の内側に果床の跡の空洞がある。
日本では生の果実が店頭に並ぶことは少ないが、ケーキの飾りなどでよく見られる。店頭ではジャム、シロップ煮の缶詰、生の果実を冷凍したものなど、主に輸入品が入手可能である。

## 香り

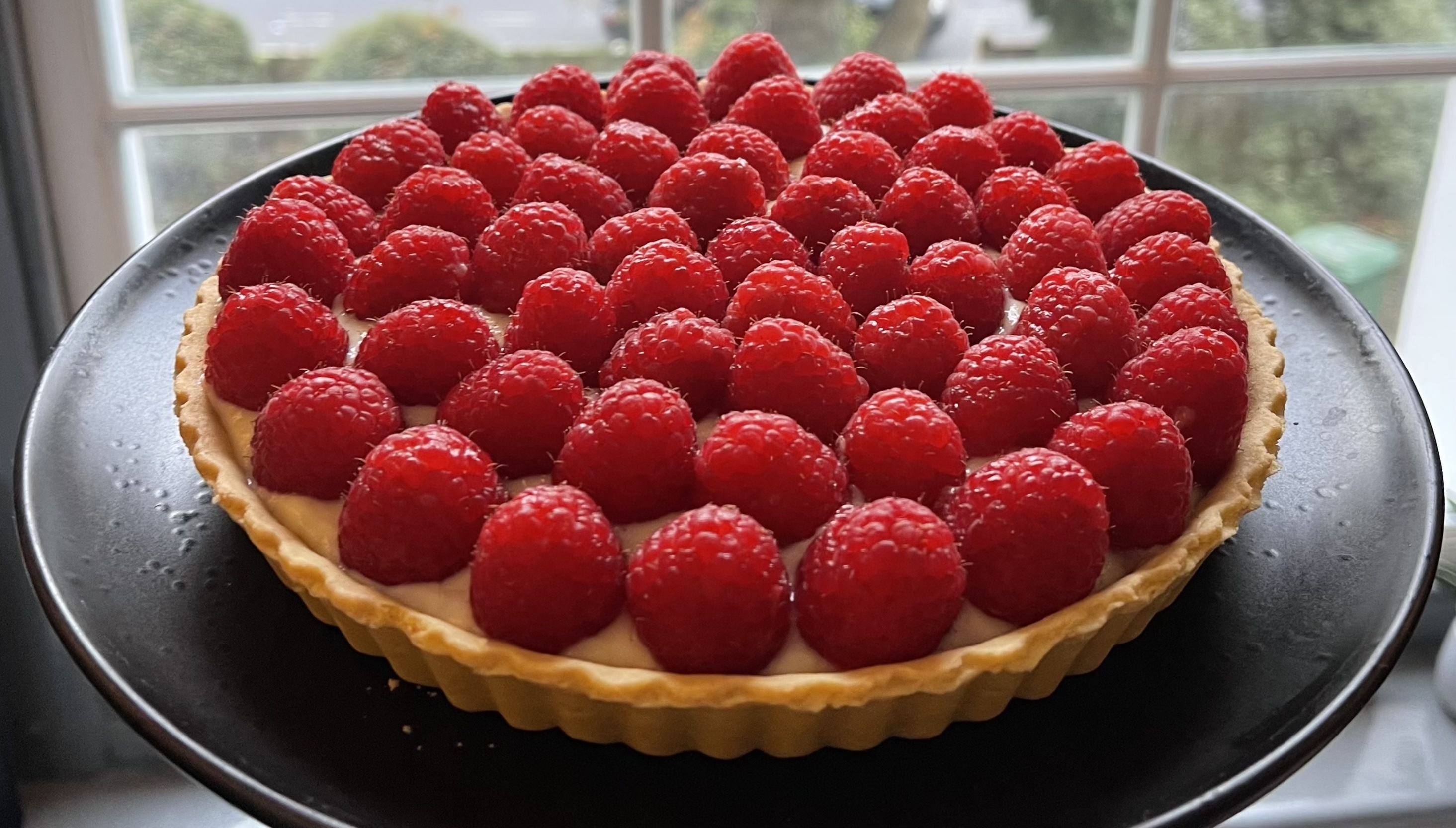
ラズベリータルト

ヨーロッパキイチゴ Rubus idaeus の主な芳香族化合物としてラズベリーケトンが含まれる。キウイフルーツ、桃、リンゴ、カエデ、松の木の樹皮などにも含まれる。香料として用いられる。なお、ラズベリーケトンは高砂香料工業株式会社の商品名である。